# Omma mastersi
Omma mastersi is een keversoort uit de familie Ommatidae. De wetenschappelijke naam van de soort is voor het eerst geldig gepubliceerd in 1871 door MacLeay.